# Chrysopa comitissa
Chrysopa comitissa är en insektsart som först beskrevs av Navás 1914.  Chrysopa comitissa ingår i släktet Chrysopa och familjen guldögonsländor. Inga underarter finns listade i Catalogue of Life.